# Hyposidra castaneorufa
Hyposidra castaneorufa là một loài bướm đêm trong họ Geometridae.